# Xylopia brasiliensis
Xylopia brasiliensis Spreng. – gatunek rośliny z rodziny flaszowcowatych (Annonaceae Juss.). Występuje naturalnie w Brazylii – w stanach Minas Gerais, Rio de Janeiro, São Paulo, Paraná oraz Santa Catarina.

## Morfologia
PokrójZimozielone drzewo dorastające do 15–20 m wysokości. Gałęzie mają kolor od pomarańczowoczerwonego do purpurowobrązowego. Młode pędy są owłosione.
LiścieMają owalny kształt. Mierzą 6–8 cm długości oraz 0,8–1,3 szerokości. Liść na brzegu jest całobrzegi. Wierzchołek jest tępy.

## Biologia i ekologia
Rośnie w lasach oraz na wybrzeżu. Występuje na terenach nizinnych.

## Zastosowanie
Gatunek X. brasiliensis jest źródłem pieprzu – zawiera piperynę.